# Ingemar Hedberg
Pour les articles homonymes, voir Hedberg.
Ingemar Hedberg, né le 8 mars 1920 à Örebro et mort le 19 mai 2019 à Stockholm, est un kayakiste suédois.

## Palmarès

### Jeux olympiques
- Helsinki 1952 :
  -  Médaille d'argent en K-2 1 000 m avec Lars Glassér.

### Championnats du monde
- Copenhague 1950 :
  -  Médaille d'or en K-1 4x500 m avec Lars Glassér, Gert Fredriksson et Lennart Klingström.
  -  Médaille d'or en K-2 500 m avec Lars Glassér.
  -  Médaille d'or en K-2 1 000 m avec Lars Glassér.